# Шеппард, Росс
Росс С. Шеппард (англ. Ross S. Sheppard, 22 ноября 1888, Торонто, Канада, Великобритания — 4 сентября 1967, Эдмонтон, Канада) — канадский легкоатлет, выступавший в прыжках в длину и тройном прыжке. Участник летних Олимпийских игр 1924 года.

## Биография
Росс Шеппард родился 22 ноября 1888 года в канадском городе Торонто.
В школьные годы занимался разными видами спорта. Во время учёбы в университете Торонто, который окончил с отличием по специальности «физика», участвовал в соревнованиях по футболу и лёгкой атлетике.
В 1913 году работал в Эдмонтоне учителем и выступал в легкоатлетических соревнованиях. В 1914 году установил рекорды провинции Альберта в прыжковых дисциплинах.
В 1913—1925 годах неоднократно участвовал в чемпионатах Канады по лёгкой атлетике. В 1922 году стал чемпионом страны в тройном прыжке. В 1924 году установил рекорд Канады в прыжках в высоту, который продержался 44 года.
В 1924 году вошёл в состав сборной Канады на летних Олимпийских играх в Париже. Был заявлен в прыжках в длину, но не стартовал. В тройном прыжке занял 16-е место в квалификации с результатом 12,720 метра, уступив 1,63 метра худшему из попавших в финал Микио Ода из Японии.
В 1924 году стал президентом Любительского спортивного союза Альберты и завершил карьеру, сосредоточившись на работе в образовании. В 1940 году стал окружным школьным администратором.
В 1955 году вышел на пенсию.
Умер 4 сентября 1967 года в Эдмонтоне.

## Личный рекорд
- Тройной прыжок — 12,72 (12 июля 1924, Коломб)[4]

## Память
В 1961 году введён в спортивные залы славы Эдмонтона и Альберты.